# Дешки (Обухівський район)
Де́шки — село в Україні, у Обухівському районі Київської області. Населення становить 191 осіб.

## Історія
Станом на 1885 рік у колишньому власницькому селі Богуславської волості Канівського повіту Київської губернії мешкало 464 особи, налічувалось 72 дворових господарства, існували православна церква та постоялий будинок.
За переписом 1897 року кількість мешканців зросла до 703 осіб (347 чоловічої статі та 356 — жіночої), з яких 693 — православної віри.
Клірові відомості, метричні книги, сповідні розписи церкви Покрова Пресвятої Богородиці с. Дешки Київського воєв. Богуславського староства, згодом Богуславського пов. Київського нам., 1797 р. Богуславської волості, пов., з 1846 р. Канівського пов. Київської губ.зберігаються в ЦДІАК України. http://cdiak.archives.gov.ua/baza_geog_pok/church/desh_001.xml [Архівовано 19 липня 2019 у Wayback Machine.]

## Галерея

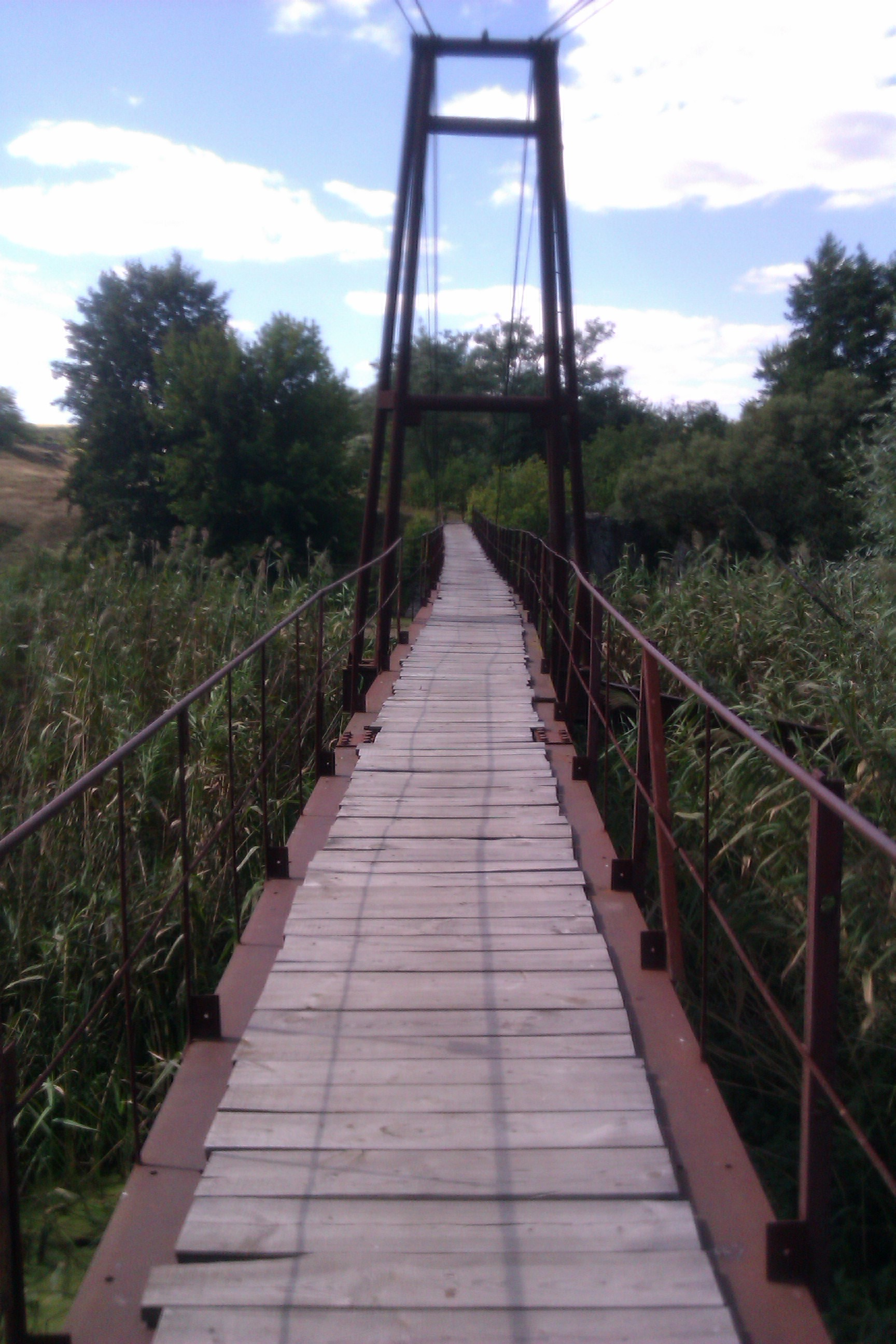
Міст через річку Рось
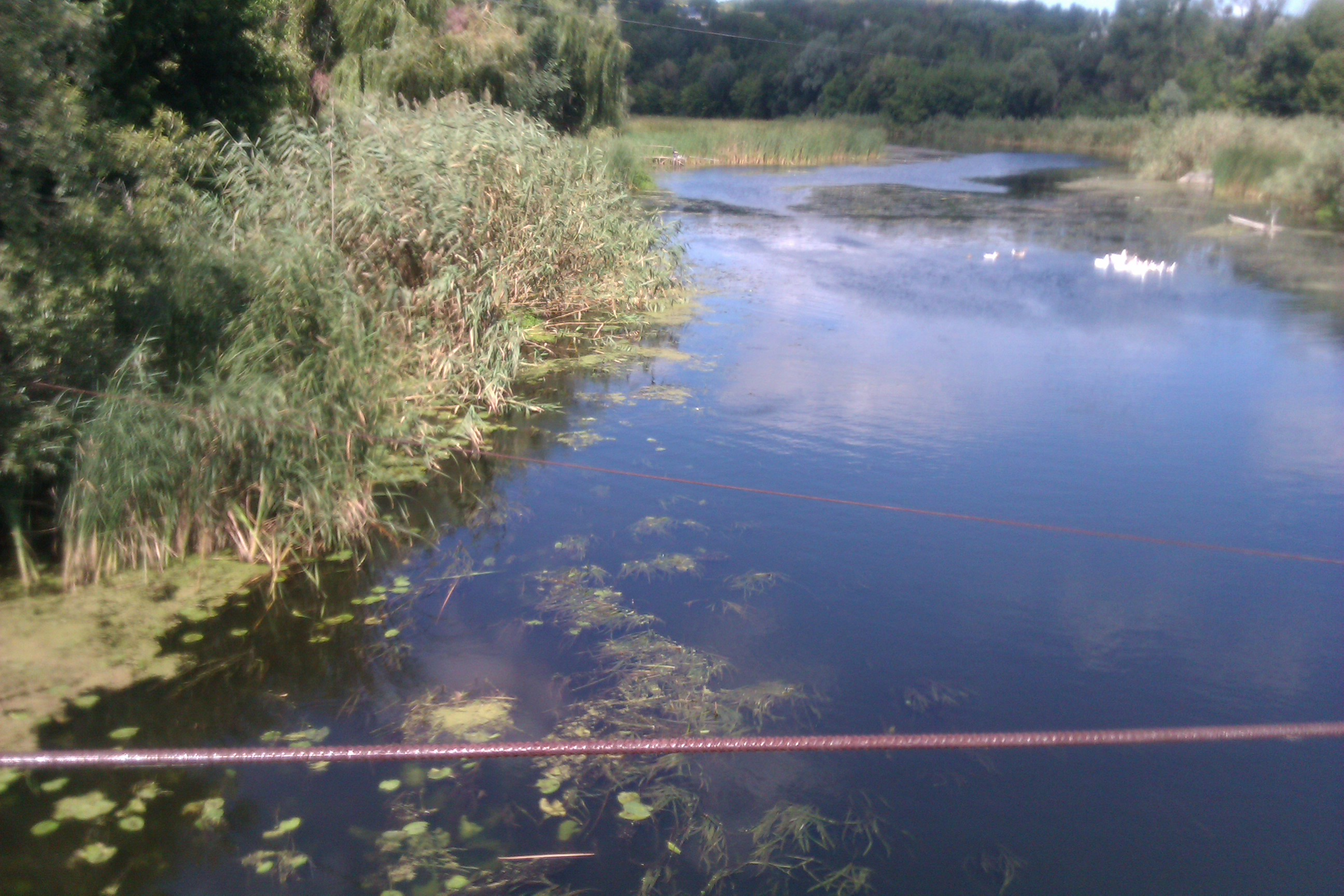
Річка Рось в Дешках
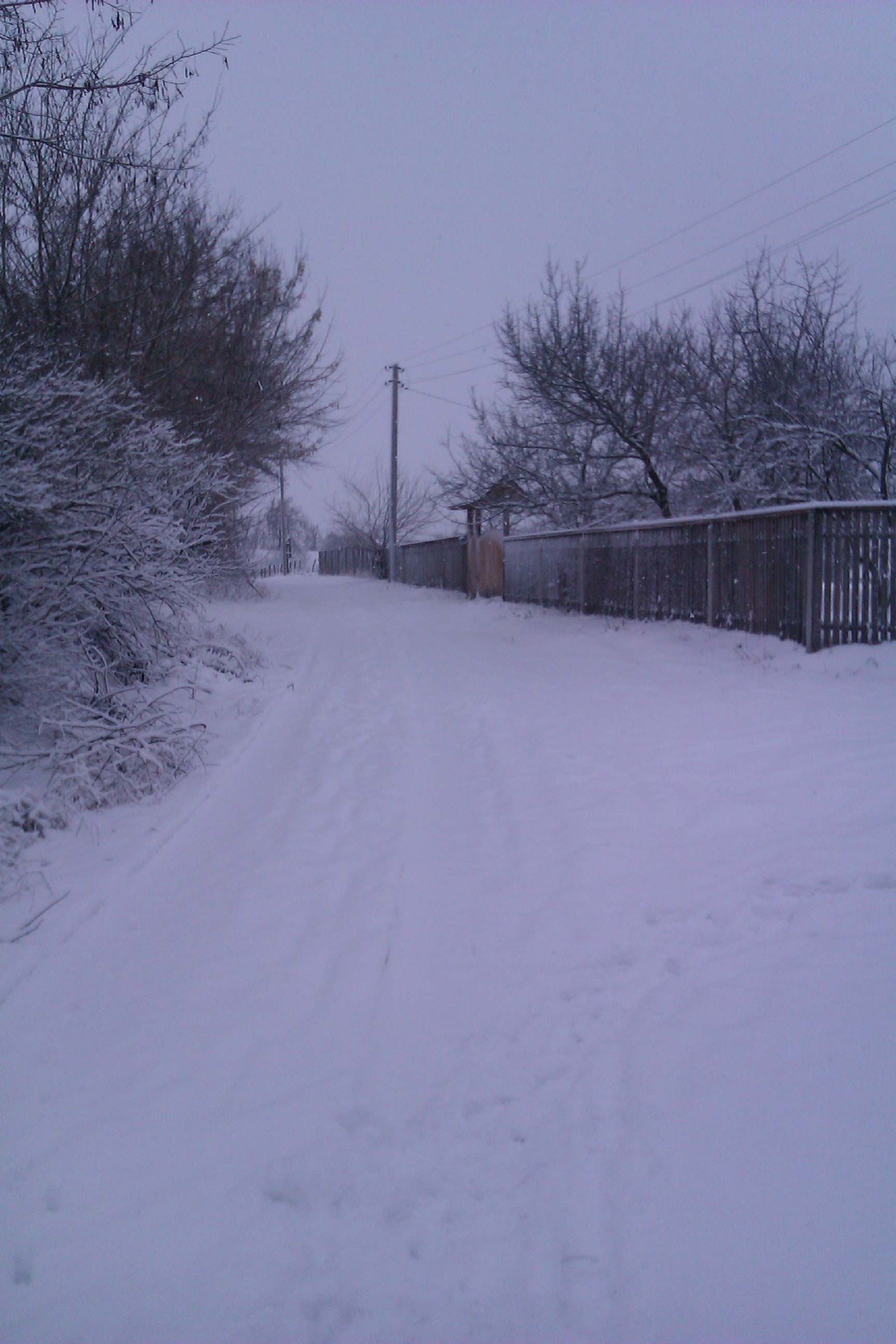
Вулиця в Дешках взимку